# Dobra (gmina, Łobez)
Dobra (prononciation : [ˈdɔbra]) est une gmina mixte du powiat de Łobez, Poméranie occidentale, dans le nord-ouest de la Pologne. Son siège est la ville de Dobra, qui se situe environ 22 km à l'ouest de Łobez et 52 km à l'est de la capitale régionale Szczecin.
La gmina couvre une superficie de 116,1 km2 pour une population de 4 456 habitants en 2016.

## Géographie
Outre la ville de Dobra, la gmina inclut les villages d'Anielino, Bienice, Błądkowo, Dobropole, Grzęzienko, Grzęzno, Krzemienna, Tucze, Wojtaszyce, Wrześno et Zapłocie.
La gmina borde les gminy de Chociwel, Maszewo, Nowogard, Radowo Małe et Węgorzyno.